# The Judas Boy
The Judas Boy är en roman av Simon Raven, utgiven 1968. Romanen var den femte att publiceras i den svit som bär namnet Alms for Oblivion men är den sjätte i själva kronologin (1945 - 73) då den utspelar sig 1962. 

## Handling
Berättelsen utspelar sig 1962. Tom Llewyllyn har sedan några år jobbat på BBC och försöker få den motvillige Fielding Gray till att göra ett reportage om Cypern. Gray, som fått sitt ansikte förstört på just denna ö, intalas att han kan komma med något intressant avslöjande om den politiska utvecklingen och kanske i någon mån ”ge igen” för den skada han lidit. 
När Gray reser till Grekland träffar han Leonard Percival som varnar honom för att fortsätta resan i ganska dunkla ordalag. En alltmer skärrad Gray hoppar till sist av tåget som spårar ur över en bro i Jugoslavien varvid alla ombord omkommer. Gray, som inte blivit skadad, först till Aten och sammanstrålar med sin vän och kollega kapten Detterling. Samtidigt försöker Somerset Lloyd-James och Lord Canteloupe tänka ut planer för att hindra Llewyllyn och Gray från att göra sitt reportage då de är rädda att obehagliga sanningar om den brittiska politiken på Cypern ska komma fram. 
Gray vill försöka få till en intervju med överste Georgios Grivas för att få denne att ge mer information. Den undersköne prostituerade unge Nicos skickar efter Gray som i ett tillstånd av förvirring tror att han är den återuppståndne Christopher. Nicos lyckas hålla Gray borta från Aten och de båda kryssar omkring i Grekland. 
Under tiden får Tom Llewyllyn sparken från BBC eftersom det visat sig att han inte har något försäkringskort och inte haft det under hela sin tid där, något han även ljugit om eftersom han inte brytt sig om det hela. Så fort Restarick fått höra att faran är över kallar han åter Nicos. Gray super sedan ned sig i Argos under en vecka men Max de Freville, som vill hjälpa honom, skickar ut sin godhjärtade vän Harriet Ongley för att plocka upp honom. Tom erbjuds ett Namier Fellowship, en forskningstjänst, på Lancaster College.

## Persongalleri
- Fielding Gray
- Tom Llewyllyn
- Tessie Buttock
- Patricia Llewyllyn
- Enid Jackson
- Gregory Stern
- Isobel Stern
- Kapten Detterling
- Leonard Percival
- Sir Edward Turbot
- Somerset Lloyd-James
- Lord Canteloupe
- Carlton Weir
- Max de Freville
- Angela Tuck
- Stratis Lykiadopolous
- Georgios Grivas
- Earle Restarick
- Savidis
- Roger Constable
- Harriet Ongley